# Мошинський Анатолій Васильович
Анатолій Васильович Мошинський ( біл. Анатоль Васілевіч Машынскі ; 20 вересня 1937Мерефа, СРСР - 15 березня 1996 Республіка Білорусь )  - радянський і білоруський вчений в галузі радіофізики та електроніки, кандидат фізико-математичних наук (1970), професор (1993), член-кореспондент Білоруської інженерної академії (19)  .

## Біографія
Народився 20 вересня 1937 року у місті Мерефа Харківська область. 1963 року закінчив Харківський національний університет імені В. Н. Каразіна. З 1964 року працював у Мінському радіотехнічному інституті (нині Білоруський державний університет інформатики та радіоелектроніки) асистентом кафедри електронних, іонних та напівпровідникових приладів  . У 1985-1996 роках був завідувачем кафедри.

## Наукова діяльність
Автор наукових праць з теорії дифракції, прикладної електродинаміки та математичного моделювання фізичних процесів у надвисокочастотні пристрої  . Керував здаванням кандидатських дисертацій  . Опубліковані роботи:
- Дифракція електромагнітних хвиль на еліптичних циліндрах, стрічках та тріщинах: автореферат дисертації ... кандидат фізико-математичних наук: 01.041 / Мошинський А. В. - Мн. Мінськ, 1970.
- Побудова скалярної функції Гріна для прямокутного хвилеводу з використанням функцій Матьє (1979).
- Математичне моделювання крайової електродинамічної задачі хвильового стрижневого випромінювача з локальними навантаженнями імпедансними (1982).

## Нагороди
- Нагрудний знак «Відмінник народної освіти БРСР» [3] ,
- Знак «За видатні досягнення» (Вища школа СРСР) [3] .